# Lista de senadores do Brasil da 32.ª legislatura
Esta é a lista de senadores do Brasil da 32.ª legislatura do Congresso Nacional. Inclui-se o nome civil dos parlamentares, o partido ao qual eram filiados na data da posse, sua unidade federativa de origem, bem como outras informações. Esta legislatura do Senado Federal durou de 1 de fevereiro de 1921 a 31 de janeiro de 1923.

## Senadores em exercício ao fim da legislatura
| Imagem              | Nome                                   | Início de mandato       | Fim de mandato          | Observações |
| Alagoas             | Alagoas                                | Alagoas                 | Alagoas                 | Alagoas |
| ------------------- | -------------------------------------- | ----------------------- | ----------------------- | --- |
|                     | Manuel Joaquim de Mendonça Martins     | 1° de Fevereiro de 1921 | 15 de Novembro de 1930  | [ 2 ] |
|                     | Eusébio Francisco de Andrade           | 1° de Fevereiro de 1918 | 31 de Janeiro de 1927   | [ 3 ] |
|                     | Raimundo Pontes de Miranda             | 1° de Fevereiro de 1912 | 31 de Janeiro de 1921   | [ 4 ] |
| Amazonas            |                                        |                         |                         | |
|                     | Alexandrino Faria de Alencar           | 1° de Fevereiro de 1921 | 14 de Novembro de 1922  | Renunciou o cargo para assumir o Ministério da Marinha                                                                            |
|                     | Barbosa Lima                           | 1° de Fevereiro de 1921 | 9 de Janeiro de 1931    | Faleceu no exercício do cargo |
|                     | Silvério José Néri                     | 11 de fevereiro de 1904 | 11 de novembro de 1930  | Perdeu o mandato com a vitória da Revolução de 1930, que dissolveu os órgãos legislativos do país, partiu para o exílio na Europa |
| Bahia               |                                        |                         |                         | |
|                     | Antônio Ferrão Muniz de Aragão         | 1° de Fevereiro de 1921 | 11 de Novembro de 1930  | [ 8 ] |
|                     | Antônio Muniz Sodré de Aragão          | 1° de Fevereiro de 1921 | 1° de Fevereiro de 1927 | [ 9 ] |
|                     | Pedro Lago                             | 1° de Janeiro de 1923   | 24 de Outubro de 1930   | [ 10 ] |
| Ceará               |                                        |                         |                         | |
|                     | Benjamin Liberato Barroso              | 1° de Fevereiro de 1918 | 31 de Janeiro de 1927   | Duas vezes Governador do Ceará (1891-1892) e (1914-1916)                                                                          |
|                     | Francisco Sá                           | 1° de Fevereiro de 1921 | 15 de Novembro de 1922  | Renunciou para assumir o Ministério dos Transportes                                                                               |
|                     | João Tomé de Saboia e Silva            | 1° de Fevereiro de 1921 | 31 de Janeiro de 1923   | [ 13 ] |
| Espírito Santo      |                                        |                         |                         | |
|                     | Marcílio de Lacerda                    | 1° de Fevereiro de 1918 | 31 de Janeiro de 1923   | [ 14 ] |
|                     | Bernardino de Sousa Monteiro           | 24 de Maio de 1920      | 12 de Maio de 1930      | Segunda passagem pelo senado. Governador do Espírito Santo (1916-1920). Faleceu no exercício do cargo                             |
|                     | Jerônimo de Sousa Monteiro             | 1° de Fevereiro de 1918 | 31 de Janeiro de 1927   | Governador do Espírito Santo (1908-1912)                                                                                          |
| Distrito Federal    |                                        |                         |                         | |
|                     | Irineu Machado                         | 24 de julho de 1916     | 14 de novembro de 1923  | [ 17 ] |
|                     | José Maria Metello Júnior              | 23 de Janeiro de 1919   | 31 de Janeiro de 1921   | Suplente no exercício do cargo |
|                     | Paulo de Frontin                       | 1° de Fevereiro de 1921 | 24 de Outubro de 1930   | Conde de Frontin |
| Goiás               |                                        |                         |                         | |
|                     | Antônio Ramos Caiado                   | 1° de Fevereiro de 1921 | 11 de Novembro de 1930  | [ 20 ] |
|                     | Olegário Herculano da Silva Pinto      | 1° de Fevereiro de 1921 | 30 de Novembro de 1924  | [ 21 ] |
|                     | Hermenegildo de Morais Filho           | 1° de Fevereiro de 1918 | 5 de Dezembro de 1925   | Faleceu no exercício do cargo |
| Maranhão            |                                        |                         |                         | |
|                     | Manuel Bernardino da Costa Rodrigues   | 1° de fevereiro de 1915 | 29 de abril de 1929     | Faleceu no exercício do cargo |
|                     | Godofredo Mendes Viana                 | 1° de Fevereiro de 1921 | 19 de Janeiro de 1923   | Renunciou para assumir o Governo do Maranhão                                                                                      |
|                     | José Eusébio                           | 16 de Setembro de 1909  | 25 de Abril de 1925     | Faleceu no exercício do cargo |
| Mato Grosso         |                                        |                         |                         | |
|                     | Antônio Francisco Azeredo              | 1° de fevereiro de 1897 | 11 de novembro de 1930  | Perdeu o mandato com a vitória da Revolução de 1930, que dissolveu os órgãos legislativos do país, partiu para o exílio na Europa |
|                     | Pedro Celestino Corrêa da Costa        | 16 de Agosto de 1911    | 31 de Janeiro de 1921   | Duas vezes Governador do Mato Grosso (1908-1911) e (1922-1924). Pai do também Governador Fernando Correia da Costa                |
|                     | Luís Adolfo                            | 1° de Janeiro de 1922   | 31 de Janeiro de 1926   | [ 28 ] |
| Minas Gerais        |                                        |                         |                         | |
|                     | Bernardo Pinto Monteiro                | 15 de novembro de 1910  | 24 de julho de 1924     | Faleceu no exercício do cargo |
|                     | Bueno de Paiva                         | 16 de novembro de 1922  | 4 de agosto de 1928     | Vice-Presidente da República (1920-1922), faleceu no exercício do cargo de senador                                                |
|                     | Raul Soares de Moura                   | 1° de Fevereiro de 1921 | 6 de Setembro de 1922   | Renunciou para assumir o Governo de Minas Gerais                                                                                  |
| Pará                |                                        |                         |                         | |
|                     | Artur Índio do Brasil e Silva          | 15 de novembro de 1906  | 14 de novembro de 1924  | [ 32 ] |
|                     | Justo Leite Chermont                   | 1° de fevereiro de 1911 | 2 de abril de 1926      | Faleceu no exercício do cargo |
|                     | Lauro Sodré                            | 2 de Fevereiro de 1921  | 31 de Janeiro de 1929   | [ 34 ] |
| Paraíba             |                                        |                         |                         | |
|                     | Venâncio Neiva                         | 1° de Fevereiro de 1918 | 31 de Dezembro de 1930  | [ 35 ] |
|                     | Pedro da Cunha Pedrosa                 | 28 de agosto de 1912    | 5 de Outubro de 1923    | [ 36 ] |
|                     | Otacílio Albuquerque                   | 1° de Janeiro de 1923   | 31 de Dezembro de 1924  | Suplente |
| Paraná              |                                        |                         |                         | |
|                     | Afonso Camargo                         | 1° de Janeiro de 1922   | 31 de Dezembro de 1927  | Eleito Governador do Paraná em 1927                                                                                               |
|                     | Carlos Cavalcanti de Albuquerque       | 1° de Janeiro de 1921   | 24 de Novembro de 1930  | [ 39 ] |
|                     | Generoso Marques dos Santos            | 1° de fevereiro de 1909 | 22 de maio de 1926      | Governador do Paraná (1891) |
| Pernambuco          |                                        |                         |                         | |
|                     | José Henrique Carneiro da Cunha        | 28 de Dezembro de 1919  | 31 de Janeiro de 1929   | [ 41 ] |
|                     | João Ribeiro de Brito                  | 3 de Novembro de 1912   | 31 de Janeiro de 1921   | [ 42 ] |
|                     | Manuel Borba                           | 6 de Março de 1920      | 11 de Agosto de 1928    | Faleceu no exercício do cargo |
| Piauí               |                                        |                         |                         | |
|                     | Abdias da Costa Neves                  | 1° de Fevereiro de 1918 | 31 de Dezembro de 1923  | [ 44 ] |
|                     | Félix Pacheco                          | 1° de Fevereiro de 1918 | 6 de Março de 1928      | Se licenciou do senado no período (1923-1927 para assumir o Ministério do Exterior do Brasil                                      |
|                     | Joaquim Ribeiro Gonçalves              | 2 de Fevereiro de 1910  | 24 de Junho de 1919     | Faleceu no exercício do cargo |
| Rio de Janeiro      |                                        |                         |                         | |
|                     | Miguel Joaquim Ribeiro de Carvalho     | 1° de Fevereiro de 1915 | 11 de Novembro de 1930  | [ 47 ] |
|                     | Nilo Peçanha                           | 3 de Maio de 1921       | 31 de Maio de 1924      | 7° Presidente do Brasil |
|                     | Alfredo Pinto Vieira de Melo           | 4 de Setembro de 1921   | 8 de Julho de 1923      | Suplente, faleceu no exercício do cargo                                                                                           |
| Rio Grande do Norte |                                        |                         |                         | |
|                     | Elói de Sousa                          | 1° de Fevereiro de 1914 | 31 de Janeiro de 1927   | [ 50 ] |
|                     | João Lyra Tavares                      | 1° de Fevereiro de 1915 | 11 de Novembro de 1930  | Faleceu em 30 de Dezembro de 1930                                                                                                 |
|                     | Tobias do Rego Monteiro                | 1° de Fevereiro de 1921 | 31 de Janeiro de 1923   | [ 52 ] |
| Rio Grande do Sul   |                                        |                         |                         | |
|                     | Carlos Barbosa Gonçalves               | 1° de Janeiro de 1920   | 28 de Novembro de 1929  | Governador do Rio Grande do Sul (1908-1913)                                                                                       |
|                     | Soares dos Santos                      | 4 de Janeiro de 1916    | 31 de Janeiro de 1929   | [ 54 ] |
|                     | Vespúcio de Abreu                      | 16 de Janeiro de 1920   | 10 de Novembro de 1930  | [ 55 ] |
| Santa Catarina      |                                        |                         |                         | |
|                     | Hercílio Luz                           | 17 de Agosto de 1922    | 27 de Setembro de 1922  | Renunciou para assumir o Governo de Santa Catarina                                                                                |
|                     | Lauro Müller                           | 1° de Fevereiro de 1917 | 30 de Julho de 1926     | Faleceu no exercício do cargo |
|                     | Vidal Ramos                            | 1° de Fevereiro de 1915 | 31 de Janeiro de 1929   | [ 58 ] |
| São Paulo           |                                        |                         |                         | |
|                     | Adolfo Gordo                           | 1° de Fevereiro de 1913 | 29 de Junho de 1929     | Faleceu no exercício do cargo |
|                     | Alfredo Ellis                          | 1° de Fevereiro de 1930 | 30 de Junho de 1925     | Faleceu no exercício do cargo |
|                     | Álvaro Augusto da Costa Carvalho       | 1° de Fevereiro de 1918 | 31 de Janeiro de 1923   | [ 61 ] |
| Sergipe             |                                        |                         |                         | |
|                     | Gonçalo de Faro Rollemberg             | 1° de Fevereiro de 1918 | 31 de Janeiro de 1926   | [ 62 ] |
|                     | Maurício Graccho Cardoso               | 1° de Fevereiro de 1921 | 31 de Janeiro de 1923   | Suplente |
|                     | Manuel Prisciliano de Oliveira Valadão | 1° de Janeiro de 1919   | 10 de Novembro de 1921  | Faleceu no exercício do cargo |